# Go 242 (航空機)
ゴータ Go 242
1943年、イタリアのグロッセートにて
- 用途：輸送用軍用グライダー
- 設計者：アルベルト・カルカート（Albert Kalkert）
- 製造者：ゴータ車両製造
- 運用者：ドイツ空軍
- 初飛行：1941年
- 生産数：1,522機

ゴータ Go 242（Gotha Go 242）は、第二次世界大戦中にドイツ空軍で使用された輸送軍用グライダーである。

## 開発
Go 242はドイツ航空省（RLM）のDFS 230を代替する重輸送グライダーの要求に応じてアルベルト・カルカート（Albert Kalkert）により設計された。このグライダーの要求仕様は完全装備の20名の兵員かそれと同等の貨物を搭載できる機体というものであった。
Go 242は、単純な箱型断面の鋼管フレーム構造を羽布（doped fabric）で覆った胴体で、高翼配置の主翼に水平尾翼で繋がれた2本のブームを持っていた。飛行特性はDFS 230よりかなり優れていた。
貨物機用グライダーはヒンジ付の後部胴体で、キューベルワーゲンの様な小型車両やそれと同じくらいの寸法と重量の貨物が載せられるようローディングランプを備えていた。
Go 242は、過加重時の離陸のためにロケット補助装置がテストされた。貨物室後部に4基の48 kg ラインメタル社製109-502離陸ロケットが装着された。2番目のロケットは"R装置（R Device）"と呼ばれるハインケル社製の液体燃料ロケットエンジンR I-203（HWK 109-500A）で、胴体両側面の主翼下に装着された。使用済みのロケットは再利用できるように離陸後にパラシュートで投下された。
1941年に2機の試作機が飛行し、直ぐに量産に入った。総計1,528機が製造され、その内の133機が700hpのグノーム・ローム2基をテールブームの前方延長部に搭載したGo 244に換装された。

## 運用の歴史

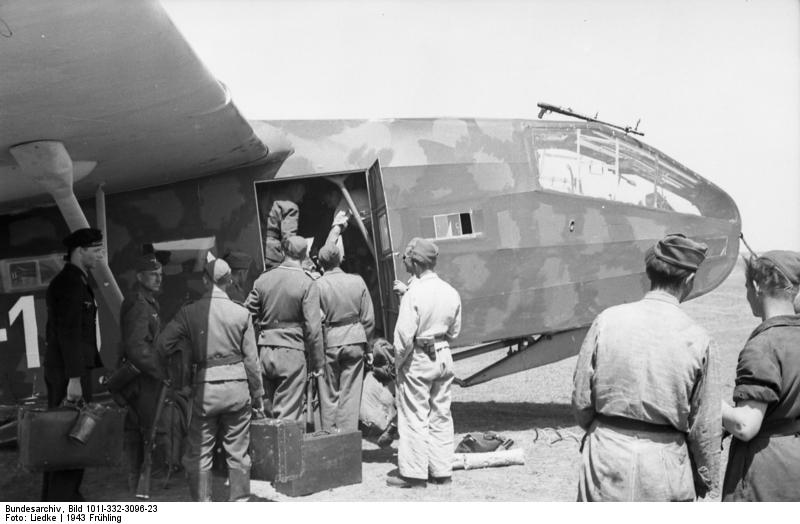
東部戦線でのGo 242

就役したGo 242はハインケル He 111やユンカース Ju 52に曳航されて離陸し、必要に応じてRATO（離陸補助ロケット）装置が取り付けられた。Go 242の多くは地中海やエーゲ海で運用された。
何機かのGo 242は水上に着水できるように飛行艇型の艇体を持ったGo 242C-1として製造された。この型は、1,200 kgの炸薬を艇体の間に懸架した小型の双胴船型強襲ボートを搭載することを想定していた。想定された作戦の概要は、操縦士が敵艦の近くに着水し強襲ボートに乗り換えて高速で敵艦に接近し、照準をつけたあとで飛び降りるというものであった。

## 現存機
- ゴータ Go 242：Musée de la Resistance du Vercors. Valence、フランス
- ゴータ Go 242 C-1：Technik Museum and Luftwaffen Museum、ベルリン、ドイツ

## 派生型

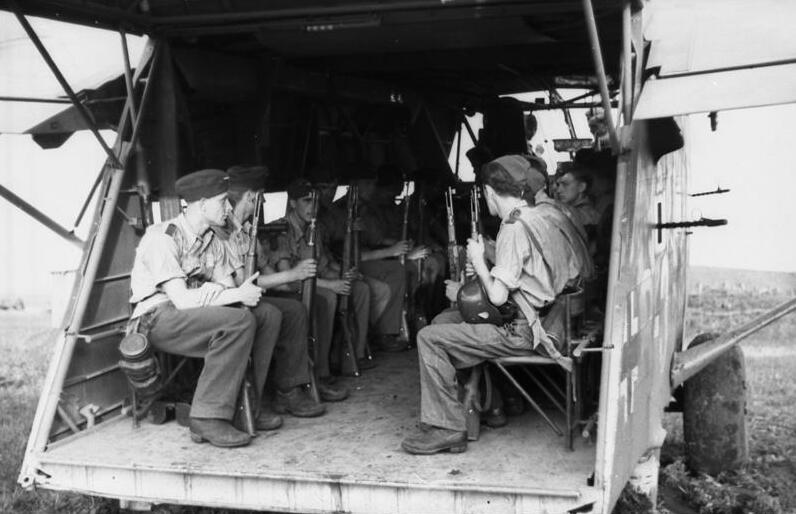
機内の兵士達

Go 242A-1
最初の貨物機モデル。
Go 242A-2
最初の兵員輸送機モデル。
Go 242B-1
投棄可能な降着装置を装備した貨物機モデル。
Go 242B-2
降着装置を改良したB-1。
Go 242B-3
後部にダブルドアを装備した兵員輸送機モデルのB-1。
Go 242B-4
B-2の降着装置とB-3のドアを装備した兵員輸送機モデル。
Go 242B-5
複式操縦装置を持つ練習機モデル。
Go 242C-1
飛行艇型の胴体を持つ海洋強襲モデル。作戦運用には使用されず。

## 要目
（Go 242B-3）
- 乗員：1、2名
- 積載量：兵員 23名まで

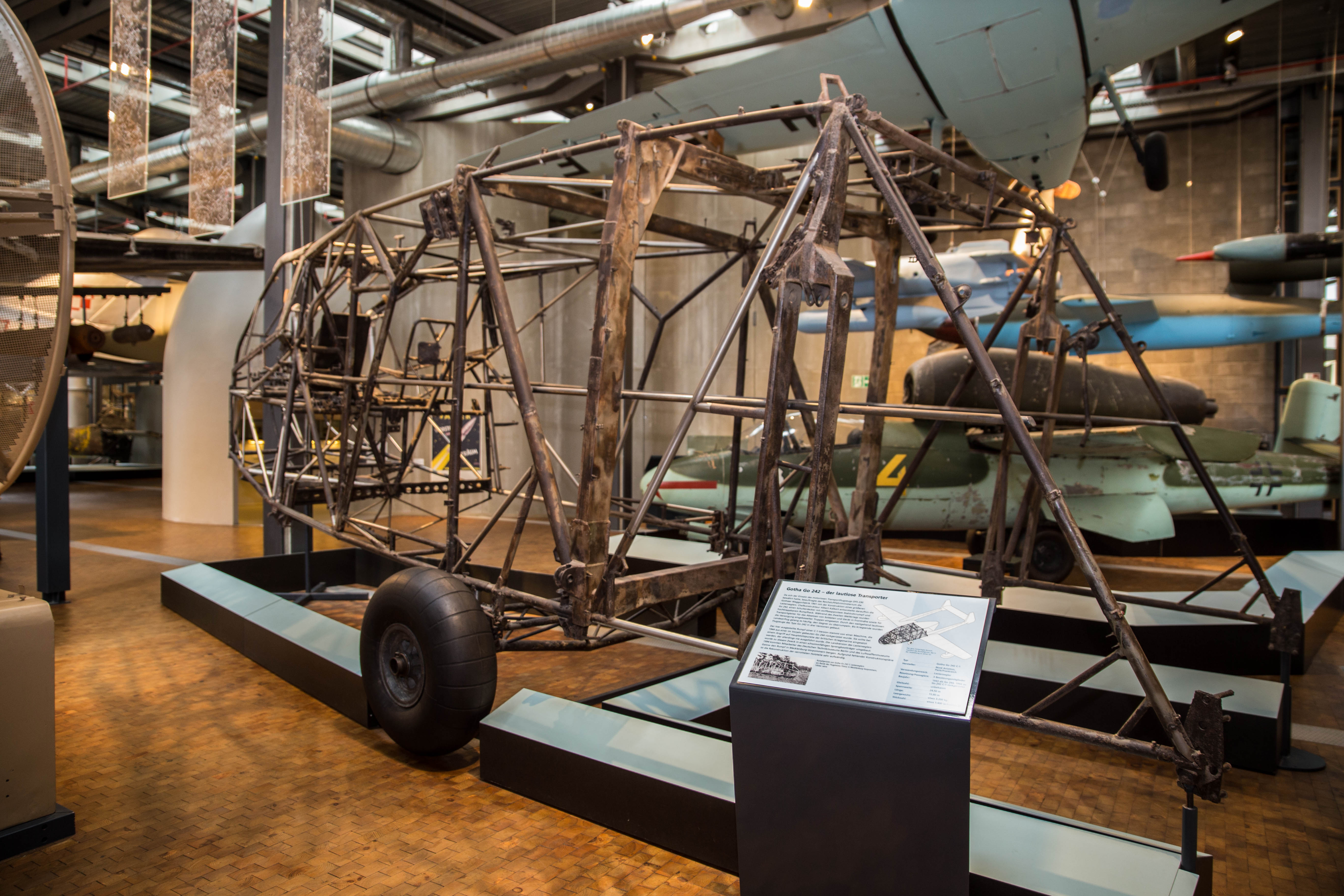
ドイツ技術博物館で展示されているGo 242の骨組み

- 全長：15.81 m (51 ft 10 in)
- 全幅：24.50 m (80 ft 5 in)
- 全高：4.40 m (14 ft 5 in)
- 翼面積：64.4 m² (693 ft²)
- アスペクト比：16 : 1
- 空虚重量：3,200 kg (7,056 lb)
- 最大離陸重量：7,100 kg (15,655 lb)
- 最大速度：300 km/h (188 mph、162 knots)
- 最大滑空比：

- 武装：
  - MG 15 機関銃 × 4